# Astragalus subrosularis
Astragalus subrosularis är en ärtväxtart som beskrevs av Nikolai Fedorovich Gontscharow. Astragalus subrosularis ingår i släktet vedlar, och familjen ärtväxter. Inga underarter finns listade i Catalogue of Life.